# Emissione acustica
L'emissione acustica è una tecnica di controllo non distruttivo, basata sull'acquisizione dei segnali ultrasonori, di solito di frequenza tra i 100 kHz ed 1 MHz, emessi da un materiale sotto sforzo per effetto di fenomeni irreversibili (danneggiamento, degradazione, corrosione sotto sforzo) che si verificano durante la prova.
I segnali di emissione acustica, che possono essere localizzati sulla struttura in esame, sono rilevati attraverso sensori piezoelettrici. i più diffusi dei quali contengono cristalli di PZT (piombo-zirconato di titanio).

## Applicazioni
Applicazioni diffuse dell'emissione acustica sono le verifiche dei recipienti a pressione ed il monitoraggio di prove meccaniche sui materiali.
Nei casi più semplici di provini di dimensioni ridotte si utilizzano due sensori di acquisizione e due di guardia: questi ultimi hanno il compito di escludere segnali non provenienti dalla zona in esame. Per strutture più grandi e complesse si utilizzano maglie (array) di sensori, per essere in grado di localizzare, attraverso il confronto dei tempi di arrivo tra i diversi sensori, gli eventi e quindi l'eventuale danneggiamento del materiale.

## Analisi
Il segnale di emissione acustica viene filtrato, con l'adozione di un'opportuna soglia, che esclude il rumore di fondo, dipendente dalle condizioni ambientali nelle quali si svolge il monitoraggio. 
L'onda ultrasonora ottenuta, che può essere continua od impulsiva, viene divisa in colpi (hit), che, se localizzati, in quanto rilevati da due o più sensori, vengono denominati eventi.
Poi, vengono analizzate le diverse caratteristiche del segnale: ampiezza massima, durata complessiva, tempo di salita (rise time), numero degli eventi localizzati, numero di oscillazioni o conteggi (count). 